# Оран Демазі
Ора́н Демазі́ (фр. Orane Demazis, справжні ім'я та прізвище — Анріє́тта Марі́-Луї́за Бюрга́р (фр. Henriette Marie Louise Burgard); нар. 18 вересня 1904, Оран, Французький Алжир — пом.25 грудня 1991, Булонь-Біянкур, Франція) — французька акторка театру і кіно.

## Життєпис

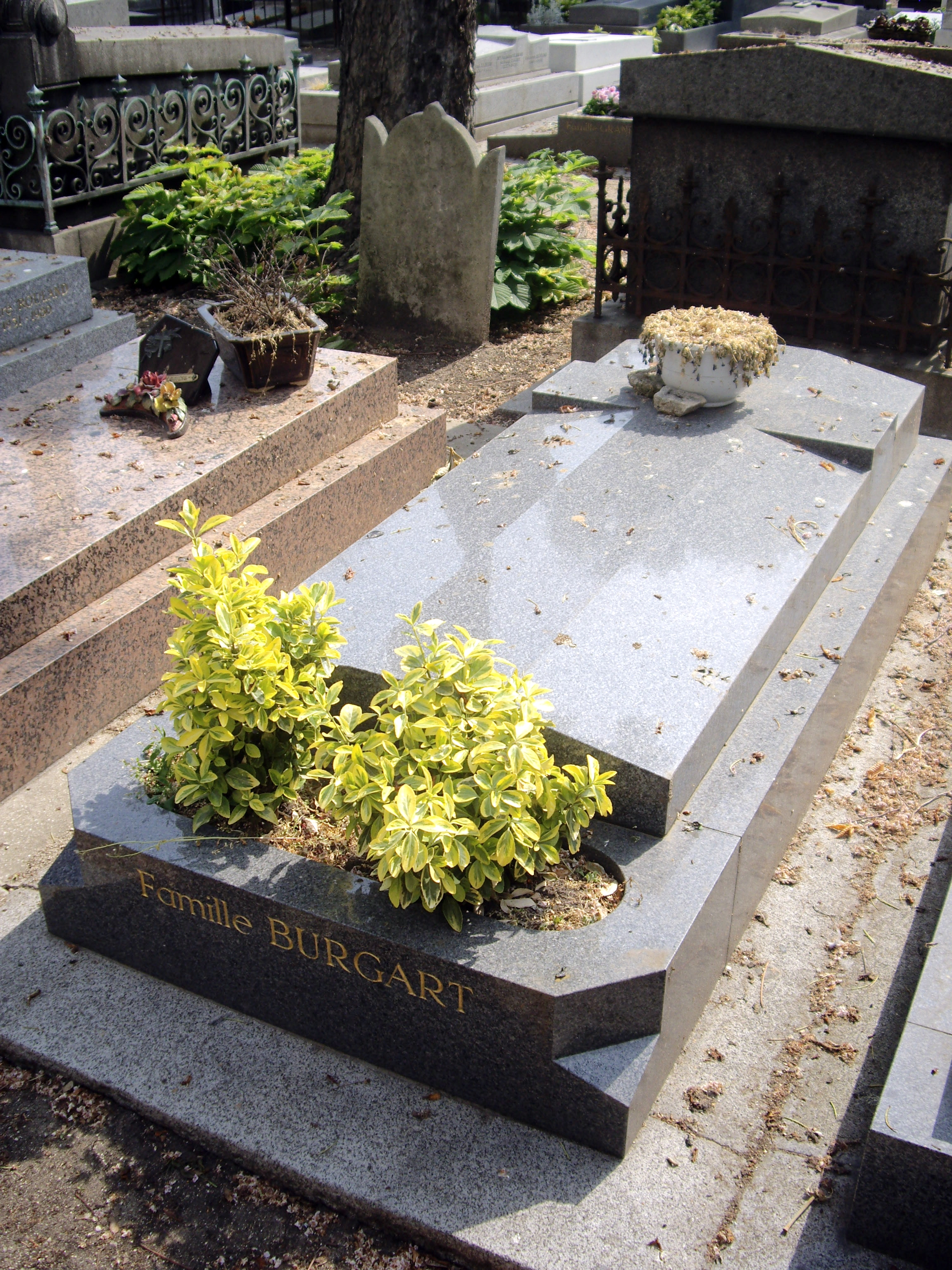
Могила Оран Демазі на цвинтарі Оран в Парижі

Анрієтта Марі Луїза Бюргар народилася 18 вересня 1904 році в місті Оран у Французькому Алжирі в сім'ї вихідців з Ельзасу. Від назви міста, в якому народилася та іншого міста, Мазі, розташованого неподалік Магнії, Анрієтта сформувала свій сценічний псевдонім.У 1919 році поступила до Вищої національної консерваторії драматичного мистецтва, після закінчення якого у 1922 році її було прийнято в трупу паризького театру Atelier під керівництвом режисера Шарля Дуллена.
Знайомство Оран Демазі у 1923 році з Марселем Паньолем стало поворотним моментом в її акторській кар'єрі. Після низки успішних ролей в театрі, створених для неї Паньолем, Оран Демазі дебютувала у 1931 році в кіно, зігравши найвідомішу свою роль Фанні у марсельській трилогії Паньоля: «Маріус» (1929, реж. Александр Корда), «Фанні» (1931, реж. Марк Аллегре) і «Сезар» (1936, реж. М. Паньоль).
У повоєнні роки Оран Демазі знімалася у фільмах режисерів П'єра Бійона, Жана-Поля Ле Шануа, Луїса Бунюеля, Андре Тешіне, Жака Демі та ін.

## Особисте життя
У 1925—1938 роках Оран Демазі була супутницею життя Марселя Паньоля; у 1933 році у пари народився син Жан-П'єр Бюрга́р.
Оран Демазі померла в Булонь-Біянкурі 25 грудня 1991 року у віці 97-ми років. Похована на цвинтарі Отей в Парижі.

## Фільмографія (вибіркова)
| Рік  |    | Українська назва       | Оригінальна назва          | Роль                  |
| ---- | -- | ---------------------- | -------------------------- | --------------------- |
| 1931 | ф  | Маріус                 | Marius                     | Фанні                 |
| 1932 | ф  | Фанні                  | Fanny                      | Фанні                 |
| 1934 | ф  | Знедолені              | Les misérables             | Епоніна               |
| 1934 | ф  | Анжель                 | Angèle                     | Анжель Барбару        |
| 1936 | ф  | Сезар                  | César                      | Фанні                 |
| 1937 | ф  | Оживлення              | Regain                     | Ірен Рішар (Арсула)   |
| 1938 | ф  | Шпунц                  | Le schpountz               | Франсуаза             |
| 1943 | ф  | Містраль               | Le mistral                 | Франсуаза             |
| 1954 | ф  | Блондинка вищої якості | La caraque blonde          | Аліда Ру              |
| 1957 | ф  | До останнього          | Jusqu'au dernier           | мати                  |
| 1957 | ф  | Справа доктора Лорана  | Le cas du Dr Laurent       | вдова Ескалін         |
| 1958 | ф  | Кримінальна поліція    | Police judiciaire          | мадам Кассевен        |
| 1968 | ф  | На вирізаній стороні   | Au pan coupé               | клієнтка бару         |
| 1973 | ф  | Важкий день королеви   | Rude journée pour la reine | Катріна               |
| 1974 | тф | Сумне кохання          | L'amour triste             | мадам Персія          |
| 1974 | ф  | Привид свободи         | Le fantôme de la liberté   | мати першого префекта |
| 1975 | ф  | Спогади про Францію    | Souvenirs d'en France      | Огюстина Педре        |
| 1979 | ф  | Бастьєн, Бастьєна      | Bastien, Bastienne         | Жоржетта              |
| 1980 | тф | День починається       | La naissance du jour       | Сідо                  |